# Particuliere kerk
In de katholieke theologie en in het canoniek recht is een particuliere kerk een kerkelijke gemeenschap die wordt geleid door een bisschop of door iemand die wordt erkend als het equivalent van een bisschop.
Er zijn twee verschillende soorten van particuliere kerken:
- Lokale particuliere kerken. Een bisdom is de bekendste vorm van een particuliere kerk, maar er zijn ook andere vormen, waaronder die van een territoriale abdij, van een apostolisch vicariaat en een apostolische prefectuur.
- Autonoom particuliere kerken. Dit zijn samenvoegingen van lokale particuliere kerken die specifieke liturgische, theologische en canonieke tradities delen. Deze tradities worden ook wel particuliere kerkgebruiken genoemd.[1] Veruit de grootste autonome particuliere kerk is de Latijnse Kerk. De andere worden meestal collectief aangeduid als de oosters-katholieke kerken. De grote oosters-katholieke kerken worden geleid door een bisschop die de titel en stand heeft van een patriarch of een grootaartsbisschop.